# Carbon-kevlar
Carbon-kevlar is een mengsel van carbonfiber met kevlar, waardoor een minder breekbare constructie ontstaat. Dit wordt onder andere gebruikt bij lichtgewicht brandstoftanks en op wegmotorfietsen, waarbij zuiver carbonfiber te makkelijk zou beschadigen.